# Borderliners Anonymous
Borderliners Anonymous (BA) ist eine Selbsthilfegruppe für Personen mit Borderline-Persönlichkeitsstörung. Dies ist eine psychische Störung, die aktuell als Impulskontrollstörung (ICD.10) bzw. Abhängigkeitserkrankung (DSM-5) klassifiziert wird. Sie arbeitet nach dem Zwölf-Schritte-Programm. Der Verein ist nicht eingetragen.

## Das Programm
BA arbeitet mit einem abgewandelten Programm der Anonymen Alkoholiker.
Jeder Borderliner kann Mitglied werden. BA fordert keine Mitgliedsbeiträge und finanziert sich aus Spenden der Mitglieder.
In regelmäßig stattfindenden Meetings haben die Betroffenen die Möglichkeit, über von ihnen selbst gewählte Themen zu reden.
In Zwölf-Schritte-Gruppen ist es üblich, andere Teilnehmer ausreden zu lassen und ihre Beiträge nicht zu bewerten. Die Meetings sind keine Dialoggruppen; es geht vielmehr darum, dass die Teilnehmer durch Zuhören und Schilderung der eigenen Situation ein neues Verhältnis zu ihrem Leben bekommen.

## Alternativen
Anlaufstellen für weiterführende Hilfe sind etwa Ärzte, Psychotherapeuten, Wohlfahrtsverbände und Selbsthilfekontaktstellen. In einigen Städten gibt es außer den Zwölf-Schritte-Gruppen auch Selbsthilfeangebote, die sich mit der Borderlineerkrankung befassen.